# Marc-André Hamelin
Marc-André Hamelin (Montréal, 5 settembre 1961) è un pianista e compositore canadese.

## Biografia
Nato a Montréal (nella provincia francofona del Québec), è stato avvicinato allo studio del pianoforte e alla scoperta di rarità pianistiche dal padre Gilles, farmacista, appassionato pianista dilettante e collezionista di spartiti rari di fine Ottocento e inizio Novecento.
Ha studiato a Montréal all'École Vincent d'Indy e negli USA presso la Temple University di Filadelfia. I suoi principali maestri sono stati Yvonne Hubert, Harvey Wedeen e Russell Sherman. Risiede a Boston.

### Repertorio
Pianista raffinato e dotato di straordinaria tecnica, è acclamato da pubblico e critica sia per il suo virtuosismo trascendentale, che gli permette di affrontare le pagine più difficili della letteratura pianistica con impressionante disinvoltura, sia per le sue scelte di repertorio su disco, dedicato in larga parte ad autori del XIX e XX secolo, generalmente poco frequentati da altri pianisti.

Infatti, sebbene dal vivo il suo repertorio sia da solista sia con l'orchestra includa ampiamente gli autori della tradizione come Scarlatti, Liszt, Schumann, Brahms, Beethoven, Fryderyk Chopin le sue numerose incisioni discografiche sono in prevalenza dedicate ad autori come Godowsky, Alkan, Medtner, Catoire, Ives, Ornstein, Rzewski, Kapustin, Joseph Marx, Henselt, Scharwenka, Korngold, Roslavets, Sorabji, Sciarrino ecc., oltre ad autori come Busoni (apprezzatissime le sue incisioni audio e video del Concerto per pianoforte e orchestra op.39), Scriabin, Villa-Lobos, Shostakovich, Dukas, Barber, Szymanowski e tanti altri.

### Attività concertistica
Attivissimo in campo internazionale, ha suonato ad Amsterdam, Anversa, Basilea, Berlino, Birmingham, Brema, Edimburgo, Francoforte, Istanbul, Leeds, Città del Messico, Milano, Montreal, Mosca, New York, Ottawa, Philadelphia, Québec, San Juan (Porto Rico), Seul, Rotterdam, Tallinn, Toronto, Vancouver, Vienna, Washington, Zurigo.

Ha partecipato ai festival di Bad Kissingen (Baviera), Belfast, Bolzano, Brescia e Bergamo, Cervantino (Messico), Echternach, La Grange de Meslay, Hong Kong, Lanaudière, Ottawa, Reykjavik, Santa Fé, Scotia, Singapore Piano, Turku (Finlandia), Vienna, Gstaad e Weimar.

In seguito al successo alla sua serie di concerti del 1994 alla Wigmore Hall di Londra, appare regolarmente nella serie Masterconcert della Wigmore Hall e nella serie internazionale di pianoforte del South Bank Centre di Londra.

Ogni anno suona alla Herkulessaal di Monaco ed ha tenuto una serie di sei recital a Tokyo intitolata 200 Years of Pianism with Marc-André Hamelin.

### Incisioni e riconoscimenti
Ha inciso più di 50 dischi, di cui 35 per l'etichetta inglese Hyperion, con cui da anni ha una collaborazione esclusiva.

Nel 1999 la televisione giapponese gli ha dedicato un documentario dall'eloquente titolo super-virtuoso, appellativo coniato per lui dall'autorevole critico del New York Times Harold C. Schonberg in occasione del suo debutto a New York.

La sua incisione della serie completa di studi di Godowsky sugli studi di Chopin gli ha valso un Gramophone Award nel 2000.

Nel 2004 ha ricevuto l'international record award a Cannes e nel 2005 gli sono state conferite le onorificenze di Ufficiale dell'Ordine del Canada e Cavaliere dell'Ordine Nazionale del Québec.

### Composizioni
Marc-André Hamelin è anche compositore ed è autore tra l'altro di una serie di studi di pianoforte, alcuni basati sulla rielaborazione di brani ben conosciuti (per esempio, La Campanella di Paganini-Liszt, la tarantella di Rossini), di scrittura pianistica assai densa e caratterizzata da avanzata ricerca tecnico-strumentale e musicale, sulla scia delle trascrizioni di Godowsky. Le sue composizioni più recenti sono pubblicate dal Sorabji Archive.
Composizioni per piano:
- Two Short Studies (1979–80)
- Preambulum to an Imaginary Piano Symphony (1989) (Homage to Sorabji)
- Étude fantastique sur Le Vol du Bourdon de Rimsky-Korsakov (1987)
- Cadenzas to Piano Concertos K271, K453 and K491 (Mozart) (1994–97)
- 12 Études in all the minor keys (1986–2009)
- Con Intimissimo Sentimento (1986–2000)
- Trascription of Tico-Tico No Fubá (1995)
- Prélude (1995)
- Cadenza to Hungarian Rhapsody no.2 (Liszt) (1995)
- The Ringtone Waltz (2000)
- Petite page d’album (2006)
- Theme and Variations (Cathy’s Variations) (2007)
- Cadenza to Beethoven's fourth piano concerto, op.58 (2007)
- Little Nocturne (2007)
- Variations on a theme of Paganini (2011)
- Meditation on Laura (2011) (David Raskin, from the film Laura)
- Chaconne (2013)
- Barcarolle (2013)
- Pavane variée (2014)
- Toccata on "L'homme armé" (2017)
- Circus Galop (1994)